# El Bosque, Veracruz
El Bosque är en ort i Mexiko.   Den ligger i kommunen Cosamaloapan de Carpio och delstaten Veracruz, i den sydöstra delen av landet, 400 km öster om huvudstaden Mexico City. El Bosque ligger 15 meter över havet och antalet invånare är 118.
Terrängen runt El Bosque är mycket platt. Runt El Bosque är det ganska glesbefolkat, med 40 invånare per kvadratkilometer. Närmaste större samhälle är Loma Bonita, 19,7 km söder om El Bosque. Trakten runt El Bosque består till största delen av jordbruksmark.